# José Emilio Amavisca
José Emilio Amavisca Gárate (Laredo, 1971. június 19. –) spanyol válogatott labdarúgó.

## Pályafutása

### Klubcsapatban
Laredoban született. Profi pályafutását a Real Valladolid csapatában kezdte 1989-ben. Az 1991–92-es szezonban az UE Lleida együttesénél szerepelt kölcsönben. 1994-ben a Real Madrid igazolta le, melynek játékosaként két spanyol bajnokságot (1995, 1997), egy spanyol szuperkupát és egy bajnokok ligáját (1998) nyert. 1999 és 2001 között a Racing Santander, 2001 és 2004 között a Deportivo La Coruña játékosa volt. 2002-ben spanyol kupát nyert a Deportivoval. A 2004–05-ös bajnokság végén az Espanyol játékosaként vonult vissza.

### A válogatottban
1992-ben 4 alkalommal lépett pályára a spanyol U23-as válogatottban és 1 gólt szerzett. Tagja volt az 1992. évi nyári olimpiai játékokon aranyérmet szerző válogatott keretének. 1994 és 1997 között 15 alkalommal szerepelt a spanyol válogatottban és 1 gólt szerzett. Részt vett az 1996-os Európa-bajnokságon.

## Sikerei, díjai
Real Madrid
- Spanyol bajnok (2): 1994–95, 1996–97
- Spanyol szuperkupa (1): 1997
- UEFA-bajnokok ligája (1): 1997–98

Deportivo La Coruña
- Spanyol kupa (1): 2001–02

Spanyolország U23
- Olimpiai bajnok (1): 1992

## Külső hivatkozások
- José Emilio Amavisca – a FIFA adatbázisában
- José Emilio Amavisca adatlapja a National-Football-Teams.com oldalon (angolul)

- José Emilio Amavisca (angol nyelven). eu-football.info
- José Emilio Amavisca (angol nyelven). BDFutbol.com